# Bonanza marimbera
La bonanza marimbera fue el periodo entre 1960 y 1990 durante el cual se produjo la entrada de grandes cantidades de dólares a Colombia producto de la actividad de bandas de narcotraficantes que se dedicaron al cultivo y exportación ilícita de marihuana en el Caribe colombiano.

## Etimología
La palabra marimbera proviene de marimba, localismo con que se conoce a la marihuana en algunas regiones de Colombia.

## Ubicación
Las plantaciones de marihuana se ubicaban en el Caribe colombiano, principalmente en la Sierra Nevada de Santa Marta, la Serranía del Perijá y La Guajira. En la década de 1960 ya se traficaba marihuana en el Urabá y se comercializaba en Barranquilla.

## Historia
La producción de marihuana en la Sierra Nevada de Santa Marta data de 1955.
Con alianzas entre estadounidenses de los Cuerpos de Paz y colombianos, se mejoran los sistemas de cultivos y métodos de tráfico. En 1975, cerca del 80% de los campesinos de la Sierra Nevada y La Guajira sustituyeron sus cultivos por el de marihuana, la cual era bajada a lomo de mula. La bonanza coincidió con una crisis de los cultivos de algodón, consecuencia del auge del contrabando de telas de fibras sintéticas. Los mercados destino fueron principalmente Miami y Nueva York, entre otras ciudades de Estados Unidos. Las variedades de cannabis Colombian Gold, Samarian Golden o Santa Marta Gold y Red Point o Punto Rojo, cultivadas en la Sierra Nevada de Santa Marta, fueron célebres por su gran calidad. Se trató de un negocio entre clanes y familias que empleaban a campesinos empobrecidos, que produjo grandes ganancias a los narcotraficantes, reconocidos por sus excentricidades, ostentaciones, violencia y vendettas. El más conocido de los narcotraficantes de la bonanza marimbera fue Raúl Gómez Castrillón 'El Gavilán Mayor'. También se relaciona la bonanza con la vendetta entre las familias Cárdenas y Valdeblánquez. Las ganancias principalmente fueron para los estadounidenses en un 80%, los narcotraficantes colombianos con el 18 % y los campesinos con el 1%. Las autoridades corruptas que permitieron el crecimiento del negocio también se enriquecían.
El gobierno de Alfonso López Michelsen (1974-1978) creó la 'ventanilla siniestra’, práctica bancaria que permitía el libre cambio de dólares en el Banco de la República, sin justificar la procedencia de los mismos. De esta manera se dio origen a una economía subterránea que se vio reflejada en la inyección de capital en todos los sectores del país. La ‘Cannabis Sativa’ llegó a generarle al país ingresos anuales por 2.200 millones de dólares, superiores a los del café. Se calcula que en 1978 había 19.000 hectáreas cultivadas en la zona, las cuales produjeron 9.500 toneladas de droga.

## Guerra contra el tráfico de marihuana
“Los narcotraficantes colombianos son tan fuertes en términos de poder financiero, que podrían tener su propio partido, y pueden haber comprado y pagado ya a diez miembros del cuerpo legislativo”.
Diego Cortes Asencio, embajador de Estados Unidos en Colombia en 1978.

La alianza del presidente Julio César Turbay con los Estados Unidos, el cual donó millones de dólares y envió detectives de la DEA para asistir a las Fuerzas Militares de Colombia durante la Operación Fulminante y la misión Stopgap. El 14 de septiembre de 1979 se firmó el tratado de extradición con Estados Unidos y en 1980 se creó la policía antinarcóticos. Además se estudió la fumigación con paraquat, veneno que no solo hace daño a los cultivos, sino a los consumidores. En 1979 se reportó el decomiso de 3.500 toneladas de marihuana y la destrucción de más de 10.000 hectáreas de cultivos. La Fuerza Aérea de los Estados Unidos hundió y capturó embarcaciones cargadas de marihuana. Con base en el estatuto de seguridad se acordó conformar un corredor aéreo y se les disparó a las naves extranjeras que intentaron traspasarlo. En 1979 se descubrió el campo más grande de marihuana en La Guajira, con una extensión de 40.000 hectáreas.  En 1982 el gobierno colombiano inició la fumigación con glifosato en la Sierra Nevada de Santa Marta.

## Propuesta de legalización de la marihuana
Varios sectores colombianos, propusieron y se manifestaron a favor de la legalización del cultivo y consumo regulado de marihuana como Ernesto Samper en 1979 y teorizada por el periodista Antonio Caballero. Otros que la apoyaron fueron el entonces contralor Aníbal Martínez Zuleta, el presidente de la Bolsa de Bogotá, Eduardo Gómez, el expresidente de la Corte Suprema Luis Sarmiento Buitrago, el exalcalde de Bogotá, Bernardo Gaitán Mahecha, el general retirado José Joaquín Matallana, el  dirigente cafetero Leonidas Londoño y el senador Héctor Echeverri Correa, entre otros.

## Fin de la bonanza
El declive de la bonanza se dio por la acción conjunta del gobierno colombiano y los Estados Unidos, así como por la producción tecnificada de cannabis en California. Además la exportación de marihuana fue progresivamente sustituida por la de cocaína, el 50 % de las tierras del Guaviare estaban sembradas con coca, dejando atrás la época de la bonanza marimbera en el país. 

## En la cultura popular colombiana

### Cine
- Pájaros de verano (2018). Largometraje dirigido por Cristina Gallego y Ciro Guerra.[21]
- Área maldita (1980). Largometraje dirigido por Jairo Pinilla.

### Literatura
- Marihuana para Göring (1981). Cuento de la colección homónima escrita por Ramón Illán Bacca.
- San Tropel eterno (1985). Novela escrita por Ketty Cuello Lizarazo
- La mala hierba, novela de Juan Gossaín
- Leopardo al sol, novela de Laura Restrepo.
- La noche de las luciérnagas (1980), reportaje de José Cervantes Angulo.

### Televisión
- La Mala Hierba (1982). Telenovela homónima basada en la novela de Juan Gossaín. Producida por Caracol Televisión para la Primera Cadena de Inravisión.
- Ojo por ojo. Telenovela basada en Leopardo al sol de Laura Restrepo. Adaptada por Gustavo Bolívar con toques de Romeo y Julieta y producida por RTI Producciones para Telemundo.

### Música
En varias canciones de vallenato eran nombrados los narcotraficantes de marihuana durante la época.